# الروح القدس
الرُّوحُ القدس أو روحُ القدس، هو كيان مقدس أجمعت على الإيمان به كل الأديان الإبراهيمية، وإن كانت قد اختلفت في تعريف ماهيته وطبيعته ومدى قدسيته. فيما يلي نوضح نظرة الأديان إلى الروح القدس وتعريفها لطبيعته.

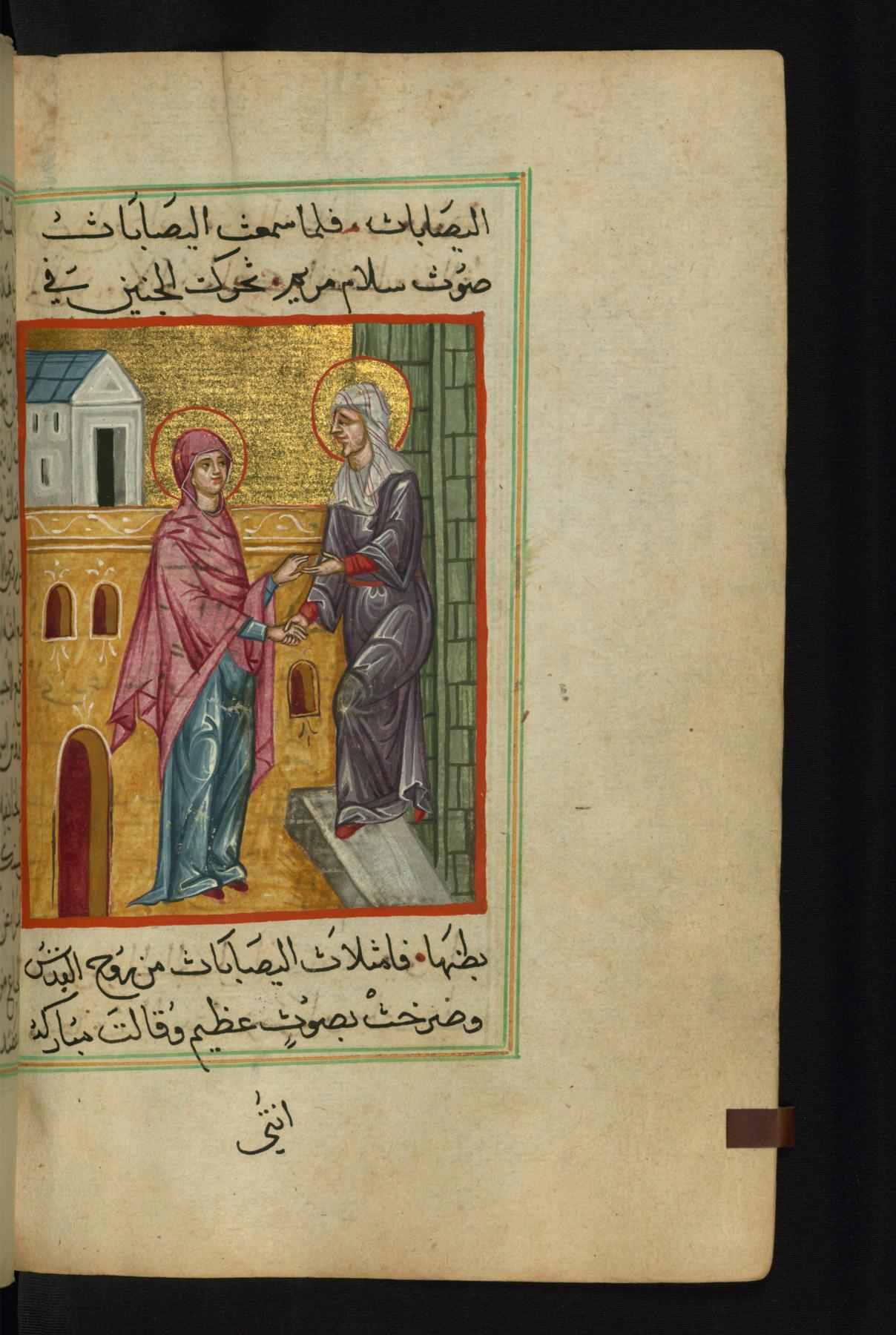
«روح القدس» مكتوبة في مخطوطة مسيحية من القرن السابع عشر الميلادي

## في المسيحية
الروح القدس في المسيحية هو أقنوم من أقانيم الله الواحد، مع أقنوم الله الآب وأقنوم الله الابن.
وهذه العقيدة هي عقيدة الثالوث. يؤمن المسيحيون أن الروح القدس هو روح الله الذي يرشد البشر ويكون دليلاً لهم.
ذكر الروح القدس عدة مرات في الإنجيل منها مثلاً: «وَلَمَّا اعْتَمَدَ جَمِيعُ الشَّعْبِ اعْتَمَدَ يَسُوعُ أَيْضًا. وَإِذْ كَانَ يُصَلِّي انْفَتَحَتِ السَّمَاءُ،* وَنَزَلَ عَلَيْهِ الرُّوحُ الْقُدُسُ بِهَيْئَةٍ جِسْمِيَّةٍ مِثْلِ حَمَامَةٍ. وَكَانَ صَوْتٌ مِنَ السَّمَاءِ قَائِلًا: «أَنْتَ ابْنِي الْحَبِيبُ، بِكَ سُرِرْتُ». (لوقا 21:3-22)» «وَلَمَّا حَضَرَ يَوْمُ الْخَمْسِينَ كَانَ الْجَمِيعُ مَعًا بِنَفْسٍ وَاحِدَةٍ،* وَصَارَ بَغْتَةً مِنَ السَّمَاءِ صَوْتٌ كَمَا مِنْ هُبُوبِ رِيحٍ عَاصِفَةٍ وَمَلأَ كُلَّ الْبَيْتِ حَيْثُ كَانُوا جَالِسِينَ،* وَظَهَرَتْ لَهُمْ أَلْسِنَةٌ مُنْقَسِمَةٌ كَأَنَّهَا مِنْ نَارٍ وَاسْتَقَرَّتْ عَلَى كُلِّ وَاحِدٍ مِنْهُمْ.* وَامْتَلأَ الْجَمِيعُ مِنَ الرُّوحِ الْقُدُسِ، وَابْتَدَأُوا يَتَكَلَّمُونَ بِأَلْسِنَةٍ أُخْرَى كَمَا أَعْطَاهُمُ الرُّوحُ أَنْ يَنْطِقُوا. (أعمال الرسل 1:2-4)» الروح القدس هو الذي يساعد المؤمن في صلاته فالمؤمن عندما يكون في مع الله يكون مملوءاً من الروح القدس وهو الذي يوجهه ويساعده.

### أسماء
الكتاب المقدس يحتوي على مجموعة من العبارات التي تشير إلى «الروح القدس» حيث يعتقد في اليهودية والمسيحية. وفيما يلي قائمة من هذه التعبيرات:
الروح القدس، روح القداسة، روح الله، روح الله القدس، روح الحق والروح السخية، روح المسيح، روح التبني، عقل المسيح، روح الرب، الرب نفسه، روح الحرية، اصبع الله، وإن كلهم، «الروح القدس» وهو التعبير الرئيسي، والأشهر والأكثر استخداماً في المسيحية. حيث أن سفر الحكمة يميّز هذا على النحو التالي: «فَإِنَّ فِيهَا الرُّوحَ الْفَهِمَ الْقُدُّوسَ، الْمَوْلُودَ الْوَحِيدَ ذَا الْمَزَايَا الْكثِيرَةِ، اللَّطِيفَ السَّرِيعَ الْحَرَكَةِ، الْفَصِيحَ الطَّاهِرَ النَّيِّرَ السَّلِيمَ الْمُحِبَّ لِلْخَيْرِ، الْحَدِيدَ الْحُرَّ الْمُحْسِنَ،* الْمُحِبَّ لِلْبَشَرِ، الثَّابِتَ الرَّاسِخَ الْمُطْمَئِنَّ الْقَدِيرَ الرَّقِيبَ، الَّذِي يَنْفُذُ جَمِيعَ الأَرْوَاحِ الْفَهِمَةِ الطَّاهِرَةِ اللَّطِيفَةِ. (الحكمة 22:7-23)»
و هناك اقتباس من اشعياء النبي الذي يسرد مواهب من الروح القدس: «وَيَحُلُّ عَلَيْهِ رُوحُ الرَّبِّ، رُوحُ الْحِكْمَةِ وَالْفَهْمِ، رُوحُ الْمَشُورَةِ وَالْقُوَّةِ، رُوحُ الْمَعْرِفَةِ وَمَخَافَةِ الرَّبِّ. (إشعياء 2:11)»
أما المواهب فتذكر في رسالة القديس بولس لأهل غلاطية: «وَأَمَّا ثَمَرُ الرُّوحِ فَهُوَ: مَحَبَّةٌ فَرَحٌ سَلاَمٌ، طُولُ أَنَاةٍ لُطْفٌ صَلاَحٌ، إِيمَانٌ* وَدَاعَةٌ تَعَفُّفٌ. ضِدَّ أَمْثَالِ هذِهِ لَيْسَ نَامُوسٌ. (غلاطية 22:5-23)»

### المواهب
يؤمن المسيحيون واليهود بأن الروح القدس يأتي إلى الروح وينقل إليها بعض صفات الكمال. وتعرف هذه العادات بأنها «مواهب الروح القدس». وهذه المواهب تتفاوت بين الطوائف المسيحية المختلفة. اللاهوت الكاثوليكي والأرثوذكسي ويشير عادة إلى سبع مواهب التي أقرها إشعياء. فيما يلي سبعة مواهب موصوفة بإيجاز: الفهم، والقوّة، والتقوى، ومخافة الله، والعلّم، والمشورة، والحكمة.

### الثمار
في اللاهوت المسيحي، يقال أن قرب الروح القدس في النفوس يؤدي إلى سلسلة من الفضائل المعروفة باسم الثمار المفيدة للروح القدس، وقد سجلت تلك الفضائل في رسالة بولس الرسول إلى أهل غلاطية 22:5-23. إلّا إن هناك نسختان مختلفتان من تلك الرسالة، يختلف بينهما عدد الثمار، فالأقصر وهي الشائعة في كل من الأناجيل الكاثوليكية والبروتستانتية اليوم، تحتوي على تسع فضائل أو ثمار لروح القدس، بينما النسخة الأطول التي استخدمها القديس جيروم في ترجمته اللاتينية للكتاب المقدس والمعروفة باسم النسخة اللاتينية للإنجيل، تحتوي على اثنتي عشرة فضيلة أو ثمرة، وهي النسخة الرسمية للكتاب المقدس المستخدمة من قبل الكنيسة الكاثوليكية، وهي: «حب (صدقة)، وفرح، وسلام، وصبر، وطول أناة، وصلاح، ومنعطف، وخنوع، وإخلاص، وتواضع، وكبح النفس، وعفة»، أمّا النسخة الأقصر فهي: «محبة، وفرح، وسلام، وطول أناة، ولطف، وصلاح، وإيمان، ووداعة، وتعفف». رقم تسعة نقل من العهد الجديد هو رمزي فقط لأنه، كما ذكر القديس الكاثوليكي توما الأكويني: «هي نتيجة أيّ عمل يفرح به الإنسان الفاضل».

## في الإسلامُ
جاء ذكر الروح القدس في أكثر من موضع في القرآن الكريم وكذلك في بعض الأحاديث الواردة من سيرة النبي محمد ﷺ، وهو بحسب جمهور المفسريّن المَلَك جبريل، فقد ذكر كمؤيد للمسيح عيسى بن مريم، قال تعالى: ﴿إِذْ قَالَ اللَّهُ يَا عِيسَى ابْنَ مَرْيَمَ اذْكُرْ نِعْمَتِي عَلَيْكَ وَعَلَى وَالِدَتِكَ إِذْ أَيَّدْتُكَ بِرُوحِ الْقُدُسِ تُكَلِّمُ النَّاسَ فِي الْمَهْدِ وَكَهْلًا وَإِذْ عَلَّمْتُكَ الْكِتَابَ وَالْحِكْمَةَ وَالتَّوْرَاةَ وَالْإِنْجِيلَ وَإِذْ تَخْلُقُ مِنَ الطِّينِ كَهَيْئَةِ الطَّيْرِ بِإِذْنِي فَتَنْفُخُ فِيهَا فَتَكُونُ طَيْرًا بِإِذْنِي وَتُبْرِئُ الْأَكْمَهَ وَالْأَبْرَصَ بِإِذْنِي وَإِذْ تُخْرِجُ الْمَوْتَى بِإِذْنِي وَإِذْ كَفَفْتُ بَنِي إِسْرَائِيلَ عَنْكَ إِذْ جِئْتَهُمْ بِالْبَيِّنَاتِ فَقَالَ الَّذِينَ كَفَرُوا مِنْهُمْ إِنْ هَذَا إِلَّا سِحْرٌ مُبِينٌ ۝١١٠﴾ [المائدة:110]، وهو الذي بشر مريم بولادة المسيح، فقد ورد في القرآن ﴿فَاتَّخَذَتْ مِنْ دُونِهِمْ حِجَابًا فَأَرْسَلْنَا إِلَيْهَا رُوحَنَا فَتَمَثَّلَ لَهَا بَشَرًا سَوِيًّا ۝١٧﴾ سورة مريم الآية 17 وفي آية أخرى ﴿قَالَ إِنَّمَا أَنَا رَسُولُ رَبِّكِ لِأَهَبَ لَكِ غُلَامًا زَكِيًّا ۝١٩﴾ سورة مريم الآية 19. وأجمع أهل التفسير أنه جبريل. قال الطبري: «وقوله: " بروح القدس "، يعني: بجبريل. يقول: إذ أعنتك بجبريل.» وجبريل في الإسلام هو الروح الأمين وروح من أمر الله، وهو الملاك الذي نزل بالرسالات على الرسل. ووصف بأوصاف عديدة في القرآن، فوصفه الله بالقوة فقال عنه: ﴿ذِي قُوَّةٍ عِنْدَ ذِي الْعَرْشِ مَكِينٍ ۝٢٠﴾ سورة التكوير، الآية 20. وقال عنه كذلك: ﴿عَلَّمَهُ شَدِيدُ الْقُوَى ۝٥ ذُو مِرَّةٍ فَاسْتَوَى ۝٦﴾ سورة النجم، الآيتين 5 و6 قال ابن كثير تعليقاً على آية النجم: (ذُو مِرَّةٍ) أي ذو قوة قاله مجاهد والحسن وابن زيد، وقال ابن عباس: ذو منظر حسن، وقال قتادة: ذو خلق طويل حسن، ولا منافاة بين القولين فإنه ذو منظر حسن وقوة شديدة وذكر في القرآن الكريم باسمه صراحة في سورتي البقرة والتحريم:
- ﴿قُلْ مَنْ كَانَ عَدُوًّا لِجِبْرِيلَ فَإِنَّهُ نَزَّلَهُ عَلَى قَلْبِكَ بِإِذْنِ اللَّهِ مُصَدِّقًا لِمَا بَيْنَ يَدَيْهِ وَهُدًى وَبُشْرَى لِلْمُؤْمِنِينَ ۝٩٧ مَنْ كَانَ عَدُوًّا لِلَّهِ وَمَلَائِكَتِهِ وَرُسُلِهِ وَجِبْرِيلَ وَمِيكَالَ فَإِنَّ اللَّهَ عَدُوٌّ لِلْكَافِرِينَ ۝٩٨﴾[9] سورة البقرة، الآيتين 97 و98.
- ﴿إِنْ تَتُوبَا إِلَى اللَّهِ فَقَدْ صَغَتْ قُلُوبُكُمَا وَإِنْ تَظَاهَرَا عَلَيْهِ فَإِنَّ اللَّهَ هُوَ مَوْلَاهُ وَجِبْرِيلُ وَصَالِحُ الْمُؤْمِنِينَ وَالْمَلَائِكَةُ بَعْدَ ذَلِكَ ظَهِيرٌ ۝٤﴾[10] سورة التحريم، الآية 4.

## معرض صور

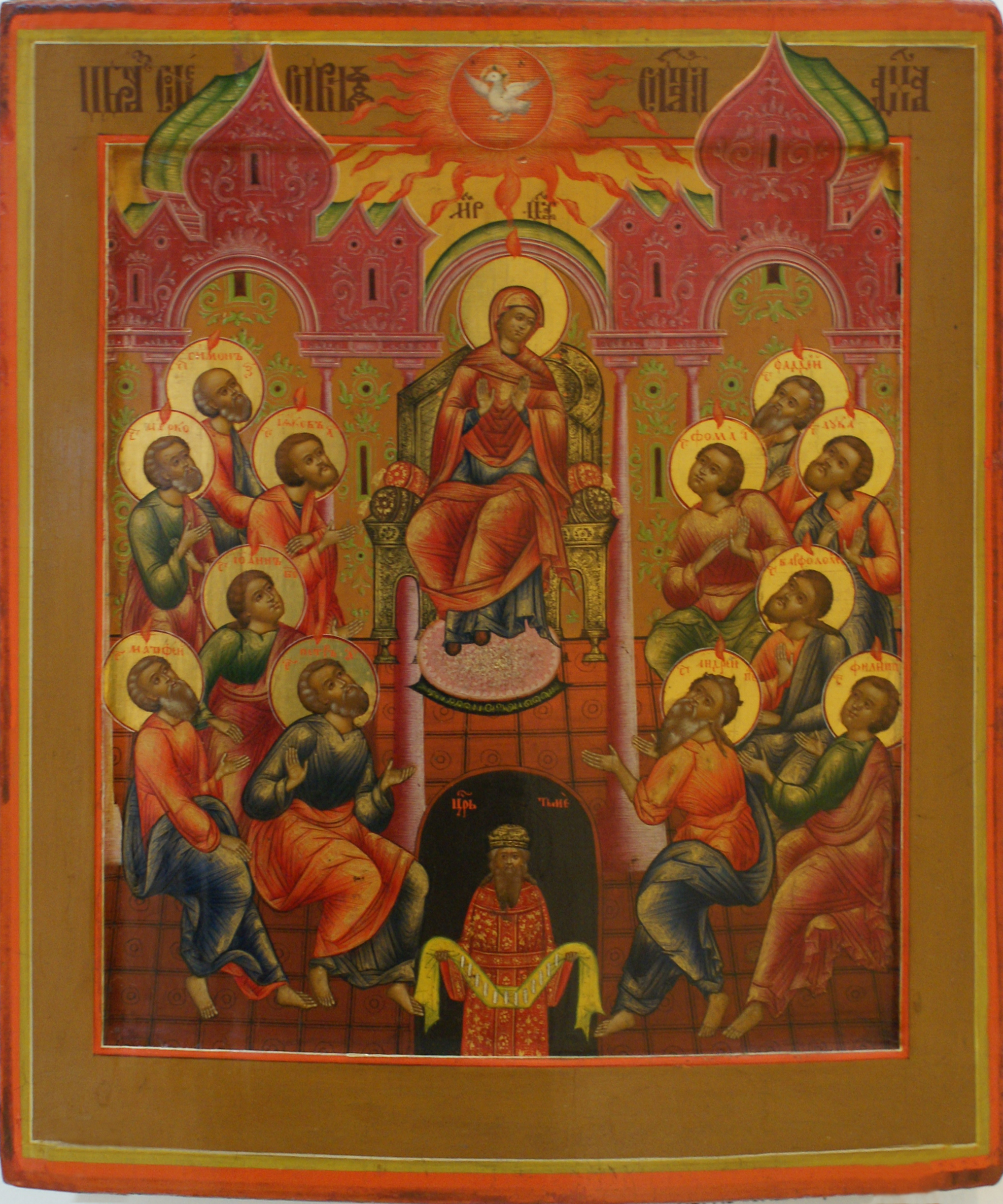
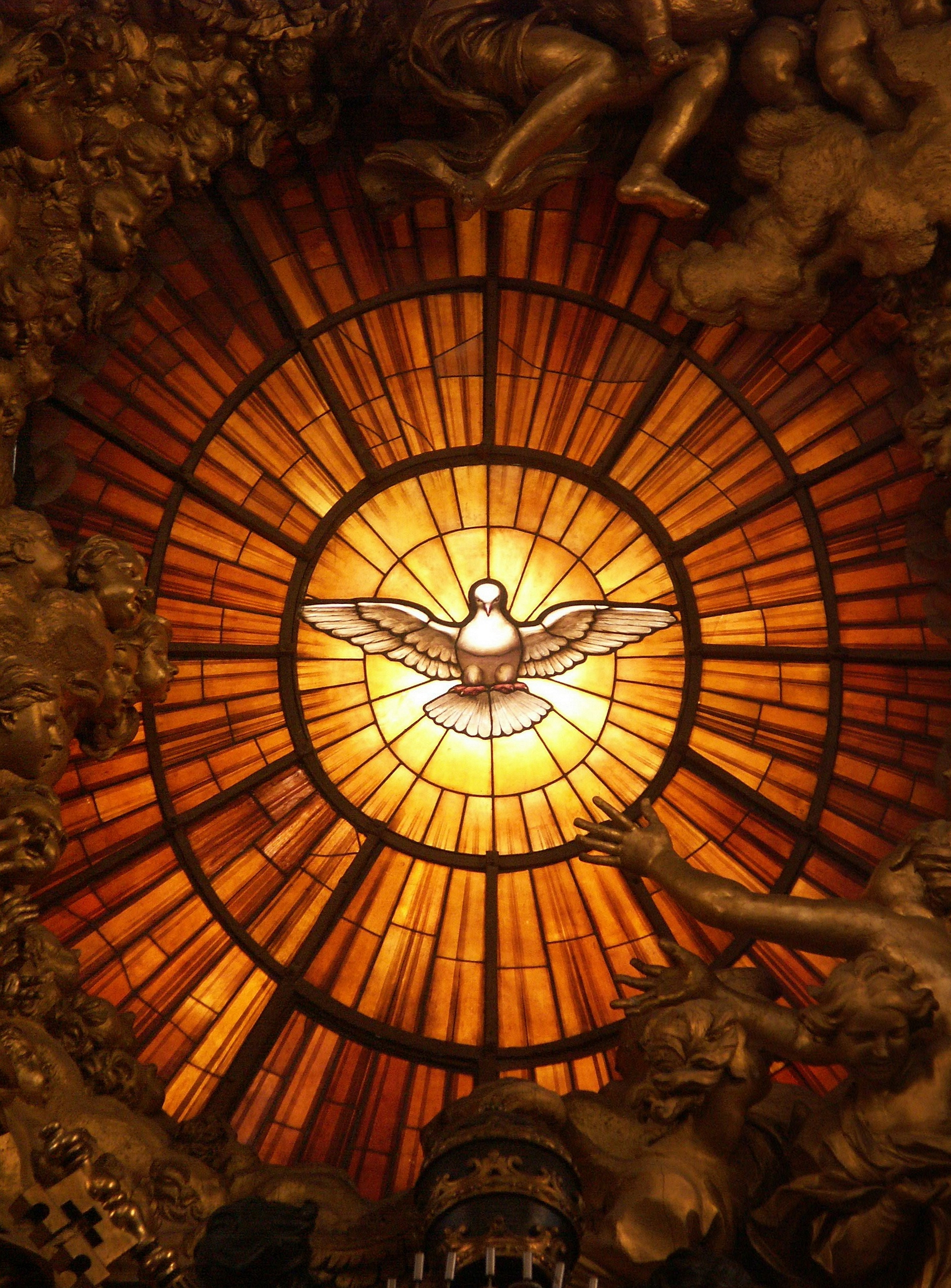